# 6-溴-1-己醇
6-溴-1-己醇是一种有机化合物，化学式为Br(CH2)6OH。它可由1,6-己二醇和氢溴酸回流得到。

## 反应
6-溴-1-己醇和叠氮化钠在N,N-二甲基甲酰胺中反应，可以得到6-叠氮基-1-己醇。
6-溴-1-己醇和苯酚在碳酸钾的存在下（碘化钾催化）于丙酮中反应，可以得到6-苯氧基-1-己醇；它和二乙胺在相似条件下于N,N-二甲基甲酰胺中反应，得到6-二乙氨基-1-己醇。它和三苯基膦在乙腈中反应，得到季𬭸盐(6-羟己基)三苯基溴化𬭸。
6-溴-1-己醇和联硼酸频哪醇酯在氯化三(三苯基膦)合钴(I)的催化下反应，生成羟己基硼酸频哪醇酯，可用作有机试剂。
该化合物有羟基，具有醇的通性。如和乙酰氯发生酯化反应，生成乙酸-6-溴己酯；可以被PCC等氧化剂氧化为相应的醛等。